# Георги Кабаков
Георги Кабаков е български международен футболен съдия. Към  висша дивизия. До 2017 г. той е организирал повече от 120 мача в него. През 2013 г. е участник в CORE 13. През 2013 г. става рефер на ФИФА. Той е назначен за 4-ти съдия за 2015 UEFA U17 Euro в България. Кабаков беше рефер на Евро 2015 UEFA U19 в Гърция. До 2017 г. той има повече от 35 международни мача като рефер.
Кабаков е главен съдия в турнира „Лига Европа“ през сезон 2016 – 2017, 2017 – 2018 и 2018 – 2019, както и в турнира „Лига на нациите“ на УЕФА между Австрия и Северна Ирландия.